# Türkei-Kurier
Der Türkei-Kurier ist eine deutsch-türkische Wirtschaftszeitung aus Istanbul. Langjähriger Herausgeber, der ab 1985 zunächst in Bonn monatlich verlegten Zeitung, war der türkische Journalist Erdoğan Olcayto. Seit 2009 gehört sie zur Euroturk Group und erscheint als Internet-Zeitung.

## Inhalt
In der Eigenwahrnehmung versteht sich die Zeitung als Kooperationsprojekt zwischen Deutschland und der Türkei. Sie widmete sich auf anfangs über sechzehn Seiten der deutschen und türkischen Wirtschaft und Gesellschaft. Den Schwerpunkt nimmt dabei die Wirtschaftspolitik ein. Es werden Export und Import sowie die Wirtschaftsbeziehungen zwischen Deutschland und der EU betrachtet.
Neben allgemeinen Rubriken (Stand: 2013) wie ‚TK-Exklusive‘‚ Agenda‘, ‚Dossier‘, ‚Presseportal‘ und ‚Advertorial‘ wurden wirtschaftsbezogene Themen unter den Überschriften ‚ADI-Investments‘, ‚Türkei-EU‘, ‚Türkei-Deutschland‘, ‚Privatisierungen‘, ‚Energie‘, ‚Recht und Steuern‘, ‚Transport‘ und ‚Messen in der Türkei‘ sowie Kursinformationen (von der Borsa Istanbul) thematisiert.
Die Zeitung führte in der Vergangenheit Interviews mit Persönlichkeiten aus Wirtschaft und Gesellschaft wie dem deutschen Botschafter Eckart Cuntz, der deutschen Generalkonsulin Brita Wagener und dem türkischen Unternehmer Murat Yalcintaş.

## Erscheinung
Sie erscheint seit Dezember 1985 – mit Ausnahme der Ausgaben 54/1991 und 69/1993 – in monatlicher Periodizität unter dem Titel Türkei-Kurier in Istanbul. Die Texte sind in deutscher und türkischer Sprache verfasst. Für den Vertrieb war anfangs die Türkei-Kurier Verlags-Gesellschaft in Bonn zuständig. Verbreitung fand die Zeitung in Bonn (Deutschland) und Istanbul (Türkei).
Nach Angaben der Zeitung lag die Auflage von 1989 bei über 10.000 Exemplaren. Anfang der 1990er Jahre blieb die Auflagenzahl konstant bei 10.000 Exemplaren. 2001 wurde eine Auflage von 20.000 Exemplaren ausgewiesen.
Es existiert nunmehr eine Online-Ausgabe, wo auch Texte in englischer Sprache erscheinen.

## Verlagsgesellschaft
1988 wurde insbesondere zur Publikation der Zeitung die Türkei-Kurier Verlagsgesellschaft mbH in Bonn gegründet. Geschäftsführer war zunächst Ismail Hakki Akduman. 1990 löste ihn Helga Josefine Schütz ab. Diese wiederum gab 1991 die Geschäftsführung an Hans-Jürgen Plump ab. 1997 wurde die Gesellschaft von Amts wegen gelöscht.

## Organisation
Herausgeber war anfangs der türkische Journalist und Hürriyet-Vertreter in Bonn, Erdoğan Olcayto (1931–2012). 1992 zog das Blatt nach Istanbul. Im Jahr 2009 ging es auf die Euroturk Group über.
Die Zeitung hat ihren derzeitigen Sitz im Ortsteil Göztepe der Gemeinde Kadıköy der türkischen Provinz Istanbul mit der Zustellanweisung für das türkische global agierende Beratungs- und Dienstleistungsunternehmen EUROTURK Danismanlik A.Ş.
Redaktionell sind für die Zeitung zuständig: Merve Sipahioğlu für die Türkei und Murat Tunakan für Deutschland (Stand: 2013).

## Sonstiges
Die Zeitung war 1987 und 1989 Partner der Deutschen Wirtschaftsausstellung in Istanbul.